# Neturei Karta

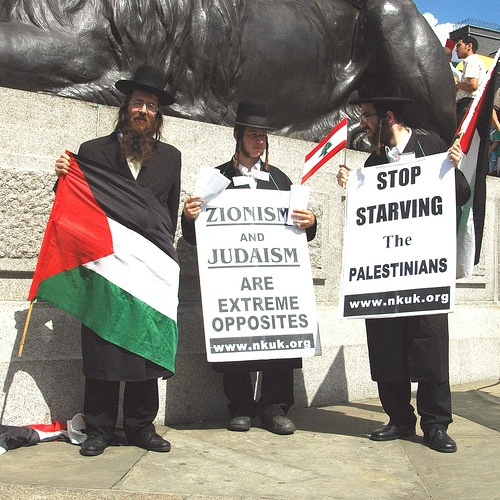
Anhänger der Neturei Karta halten Schilder mit den Aufschriften „Zionismus und Judentum sind extreme Gegensätze“ und „Stoppt das Aushungern der Palästinenser“ sowie eine palästinensische Flagge während einer Demonstration gegen den Zionismus auf dem Trafalgar Square in London, 2006.

Neturei Karta (aramäisch נטורי קרתא, deutsch Wächter der Stadt, d. h. Jerusalems) ist eine 1938 entstandene ultraorthodoxe jüdische Abspaltung der Agudat Jisra’el. Neturei Karta lehnt den Zionismus und den Staat Israel vehement ab aus dem Glauben, dass Juden erst bei einer Ankunft des Messias einen neuen jüdischen Staat gründen dürften. Die Teilnahme von führende Mitglieder der Neturei Karta an der Holocaust-Konferenz im Iran 2006 wurde kontrovers diskutiert.

## Etymologie
Ursprünglich wurde die Organisation als Chevrat HaChayim („Gesellschaft des Lebens“) bezeichnet; dieser Name wurde jedoch schnell zugunsten des Namens Neturei Karta verdrängt.
Der Name Neturei Karta bedeutet wörtlich „Wächter der Stadt“ auf Aramäisch und stammt aus einer Erzählung auf Seite 76c des Traktats Chagiga im Jerusalemer Talmud. Dort wird berichtet, dass Rabbi Judah haNasi zwei Rabbiner auf eine Inspektionsreise schickte:

„In one town they asked to see the "guardians of the city" and the city guard was paraded before them. They said that these were not the guardians of the city but its destroyers, which prompted the citizens to ask who, then, could be considered the guardians. The rabbis answered, "The scribes and the scholars," referring them to Tehillim (Psalms) Chapter 127.“

„In einer Stadt verlangten sie die "Wächter der Stadt" zu sehen, und die Stadtwache wurde ihnen vorgeführt. Sie sagten, dass dies nicht die Wächter der Stadt seien, sondern ihre Zerstörer, was die Bürger zu der Frage veranlasste, wer denn als Wächter in Frage käme. Die Rabbiner antworteten: "Die Schriftgelehrten und die Gelehrten" und verwiesen sie auf Tehillim (Psalmen) Kapitel 127.“

Neturei Karta sieht sich in dieser Rolle, indem sie verteidigen, was sie als „die Position der Tora und authentisches unverfälschtes Judentum“ betrachten.

## Geschichte
Die Organisation entstand 1938 als Abspaltung der Organisation Agudat Jisra’el, als diese immer weniger antizionistisch wurde. Nach Ansicht der Gruppe wird nach der Wiederkunft des jüdischen Messias ein neues Israel als „ein Königreich“ ohne menschliches Zutun und ohne Waffengewalt entstehen, „dessen Grundlage der göttliche Dienst sein wird“.
Neturei Karta befürwortete die sogenannte Internationalisierung Jerusalems, worunter, im Sinne eines Corpus separatum, der UN-Teilungsplan für Palästina 1947 eine UN-Sonderverwaltungszone für Jerusalem verstand. Ihr damaliger Leiter Amram Bloy richtete sich im Juli 1949 in einem Appell die UNO und forderte, dass Juden, die dies wünschten, UN-Pässe für Jerusalem erhalten sollten. Er argumentierte, die Tora verbiete, das Exil in der jüdischen Diaspora – Galut (hebräisch גלות) – zu beenden und einen Staat zu gründen, daher lehnte die Organisation im Mai 1948 auch die Gründung Israels ab.
Weltweit hat die Gruppe mehrere Synagogen (u. a. Tora Ve'Yira – Jerusalem, Tora U'Tefila – London, Tora U'Tefila – New York, Beis Yehudi – Monsey, NY). Die Gemeinden der Neturei Karta folgen den Bräuchen (hebräisch Minhagim) des Gaon von Wilna, weil die Ursprünge dieser Gemeinden im litauischen und nicht im chassidischen Teil des ultraorthodoxen Judentums liegen.
Seit 2006 treten jedes Jahr mehrere Neturei-Karta-Mitglieder auf der Al-Quds-Tags-Demonstration auf und laufen in der ersten Reihe.

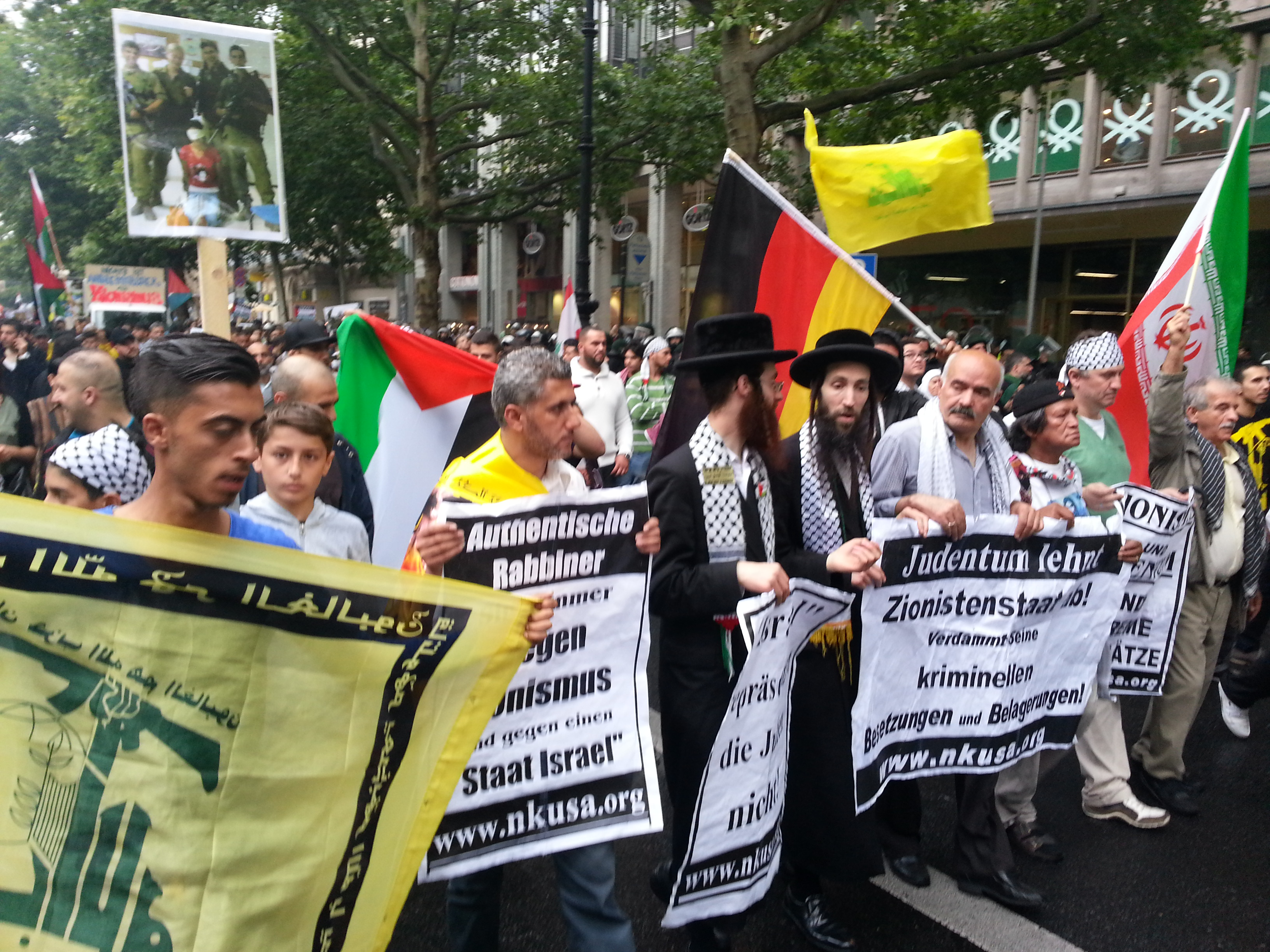
Vertreter der Neturei Karta bei einer Al-Quds-Tag-Demonstration in Berlin, 2014

2007 brannte die Neturei-Karta-Synagoge in Monsey, New York, nieder und wurde völlig zerstört.

## Kritik
Die betont antizionistische Position von Neturei Karta führt innerhalb der jüdischen Gemeinde zu starker Polarisierung.

### Beziehungen in der arabischen Welt
In der arabischen und islamischen Welt findet Neturei Karta viele Fürsprecher. Durch die gemeinsame antizionistische Position ergab sich eine Zusammenarbeit zwischen Neturei Karta und der PLO. Neturei Karta sah im Kampf gegen den jüdischen Staat auch in der Hamas sowie der Hisbollah-Miliz Mitstreiter.
Im Januar 2023 trafen sich drei Mitglieder der Neturei Karta mit prominenten Funktionären des Islamischen Dschihads in Palästina (PIJ) und Familien militanter Palästinenser während eines Besuchs des Flüchtlingslager Dschenin. Die Mitglieder der Neturei Karta besuchten auch das Haus von Bassam al-Saadi, der als Anführer der PIJ in Israel inhaftiert war.

### Holocaustleugnungskonferenz im Iran 2006
Im Dezember 2006 nahmen führende Mitglieder der Neturei Karta, darunter Yisroel Dovid Weiss, an der „Internationalen Konferenz zur Aufarbeitung des Holocausts – Globale Vision“ teil, einer umstrittenen Konferenz, die in Teheran, Iran, stattfand und eine Reihe von bekannten Holocaustleugnern anzog.
In seiner Rede erklärte Weiss, dass das Vorkommen des Holocausts unbestreitbar ist, und sprach über den Mord an seinen eigenen Großeltern in Auschwitz, behauptete jedoch, dass Zionisten „mit den Nazis kollaboriert“ und „Bemühungen, Juden zu retten, vereitelt“ hätten, und drückte Solidarität mit der iranischen Position des Antizionismus aus. Yonah Metzger, der Oberrabbiner der Aschkenasim in Israel, forderte sofort, dass diejenigen, die nach Teheran gingen, in ḥerem, eine Form der Exkommunikation, gesetzt werden sollten. Anschließend forderte das Gericht des Satmarer Chassidismus die Juden auf, „sich von ihnen fernzuhalten und ihre Handlungen zu verurteilen“.
Infolge der Kritik an ihrer Teilnahme erklärte die Organisation:

“We affirmed the reality of the mass murder of Jews during the Second World War. And we were not the only speakers there who did so. But (also of enormous significance) we told those assembled that the reality of the Holocaust should not be used as a pretext to strip the Palestinian people, either as individuals or collectively, of their property and land”

„Wir haben die Realität des Massenmords an Juden während des Zweiten Weltkriegs bestätigt. Und wir waren nicht die einzigen Redner dort, die das taten. Aber (auch von enormer Bedeutung) wir haben den Versammelten gesagt, dass die Realität des Holocausts nicht als Vorwand genutzt werden sollte, um das palästinensische Volk, sei es als Einzelpersonen oder kollektiv, ihres Eigentums und ihres Landes zu berauben.“